# Aeronautical Message Handling System
Aeronautical Message Handling System (AMHS) o Air Traffic Services Message Handling Services (ATSMHS) è uno standard per le comunicazioni terra-terra aeronautiche (ad esempio per le comunicazioni di NOTAM, dei piani di volo o dei dati meteorologici) basato sul protocollo X.400. È stato definito dall'ICAO.

## Livelli di servizio
Il documento ICAO 9880, Parte 2 definisce due livelli fondamentali di servizio all'interno dell'ATSMHS;
- il livello "Basic", con funzionalità base;
- il livello "Extended", con funzionalità estese.

Lo stesso documento, nella sezione 3.4, delinea diversi sottoinsiemi dell'ATSMHS esteso. L'ATSMHS di base svolge un ruolo operativo simile all'AFTN con alcuni miglioramenti; la versione estesa invece fornisce funzionalità avanzate, includendo al contempo il livello base di capacità di servizio. In questo modo, si garantisce l'interazione tra gli utenti con un sistema a livello esteso e quelli con un livello base.
L'AMHS è formato da un insieme di sistemi terminali che costituiscono l'ATS Message Handling System. Questi sistemi lavorano in sincrono e cooperano al fine di fornire agli utenti, umani o bot, un servizio di comunicazione dati. La rete AMHS è composta da diversi server ATS interconnessi che eseguono la commutazione dei messaggi a livello di applicazione (livello 7 nel modello OSI).
Gli utenti si connettono ai server dei messaggi ATS tramite gli ATS Message User Agent (abbreviato in UA). Un UA che supporta il livello di servizio esteso utilizzerà comunque il livello di base, al fine di consentire la comunicazione con gli utenti che supportano solo AMHS di base.

## Interoperabilità
Al fine di garantire una comunicazione stabile e duratura tra gli ANSP, l'EANPG (European Air Navigation Planning Group) ha definito diversi test nel suo Manuale EUR AMHS così da poter verificare l'effettiva validità del sistema nel momento in cui si debba collegarlo con altri UA ed ANSP. Si trovano le stesse osservazioni anche nel Manuale AMHS ASIA/PAC.
Tali test sono condotti utilizzando un motore di test (AMHS Conformance Test Tool) e verificano la conformità allo standard AMHS.
Nel contesto dell'iniziativa Single European Sky (SES, trad. Cielo Unico Europeo) e del regolamento europeo EC552/2004, l'EUROCONTROL ha sviluppato una specifica per integrare il regolamento. L'uso delle specifiche da parte dei sistemi AMHS facilita il rilascio del certificato di conformità ai requisiti minimi e alle leggi vigenti.

## Implementazioni
Per facilitare la transizione dai protocolli legacy a questo nuovo standard, l'EUROCONTROL lanciò un progetto chiamato ECG (European/EATM Communications Gateway) per sviluppare un gateway tra gli AFTN e gli AMHS. L'ECG fu sviluppato dal produttore francese THALES e dal produttore tedesco FREQUENTIS COMSOFT. Ad oggi, quasi tutti i sistemi AMHS in Europa derivano dall'ECG.
Soluzioni simili sono offerte da:
- Indra Avitech GmbH (Germania),
- Intelcan (Canada),
- TELEFONICA (Spagna),
- IDS AirNav (Italia, Canada),
- Copperchase Ltd (Regno Unito),
- Radiocom (USA),
- Skysoft Servicios SA (Argentina),
- FREQUENTIS (Austria).